# Michael Scofield
Michael Scofield interpretat de Wentworth Miller, este personajul principal din serialul de televiziune Prison Break difuzat de Fox.

## Primul sezon
Lincoln Burrows (Dominic Purcell) este condamnat la moarte pentru uciderea fratelui Vice-Președintei SUA și încarcerat în închisoarea Fox River, în așteptarea executării sentinței: moartea prin electrocutare. Michael pune la cale un plan ingenios pentru a-și salva fratele, fiind convins că acesta era nevinovat. Astfel, pentru a pătrunde în închisoare, jefuiește o bancă și pledează vinovat, cerând să fie închis tot la Fox River, cu argumentul că era aproape de casă.
Odată ajuns în închisoare, începe să își pună în aplicare evadarea, ajutându-se de planul codat al închisorii pe care și-l tatuase pe corp. Recrutează și câțiva deținuți care aveau rolul să-i ușureze evadarea: colegul său de cameră, Fernando Sucre (Amaury Nolasco) pentru a-l ajuta la săpat, mafiotul John Abruzzi (Peter Stormare) pentru a-l integra în echipa de lucrători ai penitenciarului și pentru a asigura avionul cu care urma să-i recupereze odată evadați și Charles Westmoreland (Muse Watson) care se credea că era faimosul nelegiuit D. B. Cooper și care avea rolul de a-i ajuta financiar in viețile de fugari.
El se preface a fi diabetic pentru a avea acces zilnic la infirmerie (calea lor de evadare) și construiește o relație cu doctorița Sara Tancredi (Sarah Wayne Callies), care era fiica guvernatorului statului Illinois, Frank Tancredi (John Heard).
De asemenea, el construieste o relație cu directorul penitanciarului Henry Pope (Stacy Keach), pe care îl ajuta să termine de construit macheta Taj Mahalului.
Într-o noapte, când se afla în una din expedițiile sale nocturne de cercetare a terenului, se arde pe spate fiind distrusă o parte din tatuaj și fiind astfel pus in pericol întregul plan. Pentru a recupera porțiunea pierdută a hărții, se preface nebun pentru a pătrunde în clădirea unde erau deținuții instabili din punct de vedere mental în care se afla J-Cat, (între timp acesta fusese colegul său de cameră), care avea o memorie fotografică excelentă.
Pe lângă cei recrutați de el, li se vor alătura și alți deținuți  (T-Bag, C-Note, J-Cat, Tweener, Manche Sanchez). Deși apar numeroase obstacole care îl obligă pe Michael să improvizeze, își păstrează o atitudine optimistă care îl va ajuta să iasă de fiecare dată cu bine din impas.
În cele din urma, reușesc sa evadeze pe fereastra infirmeriei, cu ajutorul Sarei Tancredi care, la rugămintea lui Michael, le lăsase ușa descuiată.

## Al doilea sezon
În cel de-al doilea sezon, povestea îi urmărește în continuare atât pe Michael și pe fratele său, cât și pe ceilalți evadați. Complexitatea planului său de evadare e demonstrată de faptul că avea o ascunzătoare la Oswego unde erau pregătite haine de civil, bani, pașapoarte false pentru el și Lincoln, un telefon mobil și cartele telefonice. Scofield nu moare 